# Novy Vavilon
Novy Vavilon é um filme de drama soviético de 1929 dirigido por Grigory Kozintsev e Leonid Trauberg.

## Enredo
A jovem vendedora Louise vai para as barricadas da Comuna de Paris e seu amante se torna um punidor.

## Elenco
- David Gutman
- Yelena Kuzmina como Louise Poirier
- Andrei Kostrichkin
- Sofiya Magarill
- Arnold Arnold
- Sergey Gerasimov como Lutro
- Yevgeni Chervyakov
- Pyotr Sobolevsky como Jean
- Yanina Zheymo como Therese
- Oleg Zhakov